# Nyssodrysternum instabile
Nyssodrysternum instabile es una especie de escarabajo longicornio del género Nyssodrysternum, tribu Acanthocinini, subfamilia Lamiinae. Fue descrita científicamente por Monné en 1992.

## Descripción
Mide 5,8-8,7 milímetros de longitud.

## Distribución
Se distribuye por Brasil.